# McLaren MP4/14
McLaren MP4/14 je McLarnov dirkalnik Formule 1, ki je bil v uporabi v sezoni 1999, ko sta z njim dirkala Mika Häkkinen in David Coulthard. Häkkinen se je prav do zadnje dirke sezone za Veliko nagrado Japonske boril za dirkaški naslov prvaka in ga osvojil z zmago na tej dirki, na kateri je njegov konkurent za naslov Eddie Irvine osvojil tretje mesto. V sezoni je Coulthard dosegel eno zmago, Häkkinen jih je dosegel pet, skupaj pa sta dosegla še enajst najboljših štartnih položajev, devet najhitrejših krogov in osem uvrstitev na stopničke, s čimer pa je McLaren na koncu sezone za štiri točke zaostal za Ferrarijem in osvojil drugo mesto v konstruktorskem prvenstvu.

## Popolni rezultati Formule 1
(legenda) (odebeljene dirke pomenijo najboljši štartni položaj, poševne pa najhitrejši krog)
| Leto | Moštvo  | Motor        | Gume | Dirkači         | 1   | 2   | 3   | 4   | 5   | 6   | 7   | 8   | 9   | 10  | 11  | 12  | 13  | 14  | 15  | 16  | Toč | Prv |
| ---- | ------- | ------------ | ---- | --------------- | --- | --- | --- | --- | --- | --- | --- | --- | --- | --- | --- | --- | --- | --- | --- | --- | --- | --- |
| 1999 | McLaren | Mercedes V10 | B    |                 | AVS | BRA | SMR | MON | ŠPA | KAN | FRA | VB  | AVT | NEM | MAD | BEL | ITA | EU  | MAL | JAP | 124 | 2.  |
| 1999 | McLaren | Mercedes V10 | B    | Mika Häkkinen   | Ret | 1   | Ret | 3   | 1   | 1   | 2   | Ret | 3   | Ret | 1   | 2   | Ret | 5   | 3   | 1   | 124 | 2.  |
| 1999 | McLaren | Mercedes V10 | B    | David Coulthard | Ret | Ret | 2   | Ret | 2   | 7   | Ret | 1   | 2   | 5   | 2   | 1   | 5   | Ret | Ret | Ret | 124 | 2.  |